# Fritz Kaufmann (regista)
Fritz Kaufmann (Berlino, 1º novembre 1889 – San Juan, 1957) è stato un regista e sceneggiatore tedesco.
Nel 1927, fu anche produttore di un film, Liebe geht seltsame Wege, interpretato da Walter Slezak. Usò anche il nome di Fritz Hameister.

## Filmografia

### Regista
- Die Frau ohne Geld (1925)
- Das grobe Hemd (1927)
- Liebe geht seltsame Wege (1927)

### Produttore
- Liebe geht seltsame Wege, regia di Fritz Kaufmann (1927)